# Iglesia del Divino Salvador (Vejer de la Frontera)
La iglesia del Divino Salvador de Vejer de la Frontera (Cádiz, España), es una iglesia ubicada en la parte más alta de esta localidad, dentro de su viejo recinto amurallado, declarado conjunto histórico-artístico. Recibe su nombre por ser el seis de agosto la fecha en que los cristianos conquistaron la villa de Vejer.
A simple vista se aprecia que se trata de la yuxtaposición de dos edificios de distintas épocas, y que si aún subsiste el más antiguo es porque no se pudo completar el segundo a expensas del primero. Parece ser una construcción mudéjar levantada sobre la planta de una anterior mezquita, planta que la segunda edificación vino a ocupar después.

## Descripción
La mitad occidental del templo es una edificación tardogótica que se concluye a mediados del siglo XVI; la mitad oriental, incluyendo la capilla mayor, corresponde a una iglesia gótico-mudéjar de cronología anterior, que no llegó a ser completamente sustituida durante el proceso de modernización. En ella resulta bien visible la mezcla de elementos de tradición cristiana con otros de ascendencia andalusí.

Las dos mitades de la edificación tienen tres naves alineadas y yuxtapuestas, ensambladas en la cubierta pero deficientemente trabadas en el interior. Intervienen en su construcción Agustín de Argüello, como Maestro Mayor, y Antonio Padilla y Bernardo de Torres como aparejadores. Otros artistas relacionados con esta iglesia son Francisco de Villegas, escultor y Juan Rodríguez como ensamblador (siglo XVII). 

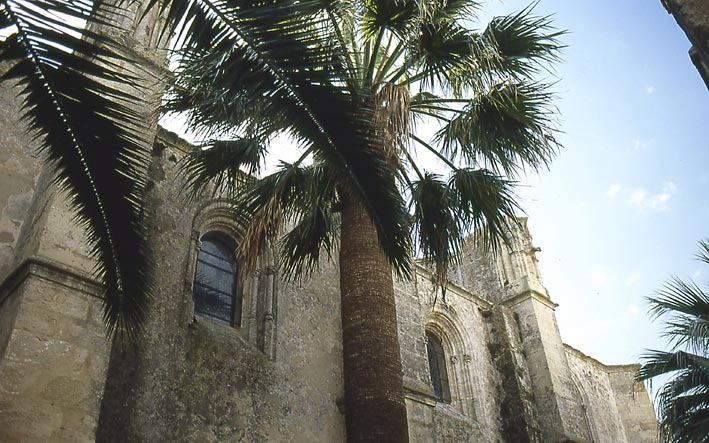
Parroquia del Divino Salvador.

La parte gótico-mudéjar cubre su nave central con bóvedas de crucería que revisten sus nervios con dientes de sierra. Los arcos formeros, que ornamentan su rosca con arquillos  lobulados, apoyan sobre macizos pilares de sección rectangular a los que se les adosan columnas de mármol con capiteles reaprovechados de una construcción anterior, tal vez de una mezquita. Se corona con una capilla mayor de testero recto cubierto por bóvedas de nervadura de complicado diseño, hoy rota en su base para alojar en su día el Retablo Mayor, ahora inexistente y sustituido por otro de escaso valor artístico. La combinación de elementos de tradición cristiana como los dientes de sierra, las puntas de diamante o las columnillas suspendidas para que descansen los nervios con otros de ascendencia andalusí, como los arcos de herradura o los arquillos entrecruzados remiten al taller gótico-mudéjar que trabaja en Jerez de la Frontera a lo largo de los dos primeros tercios del siglo XV. Las bóvedas de la capilla mayor, para concretar, guardan relación directa con el presbiterio del Real Convento de Santo Domingo, mientras que los gruesos baquetones entrelazados que conectan este espacio con el primer tramo son versiones reducidas de los que ornamentan los pilares de la parroquia de San Dionisio.

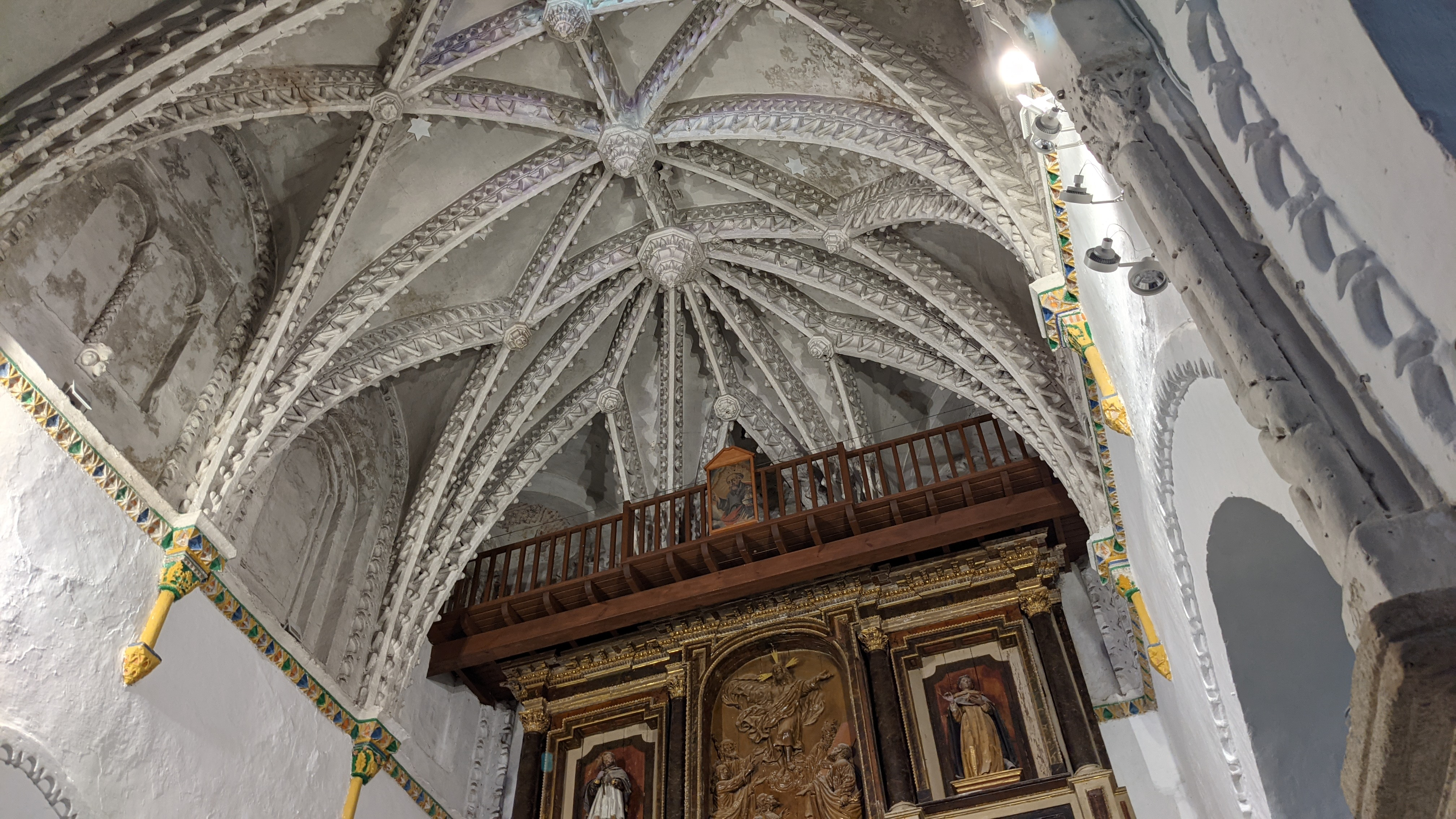
El Divino Salvador. Capilla mayor. Gótico-mudéjar.

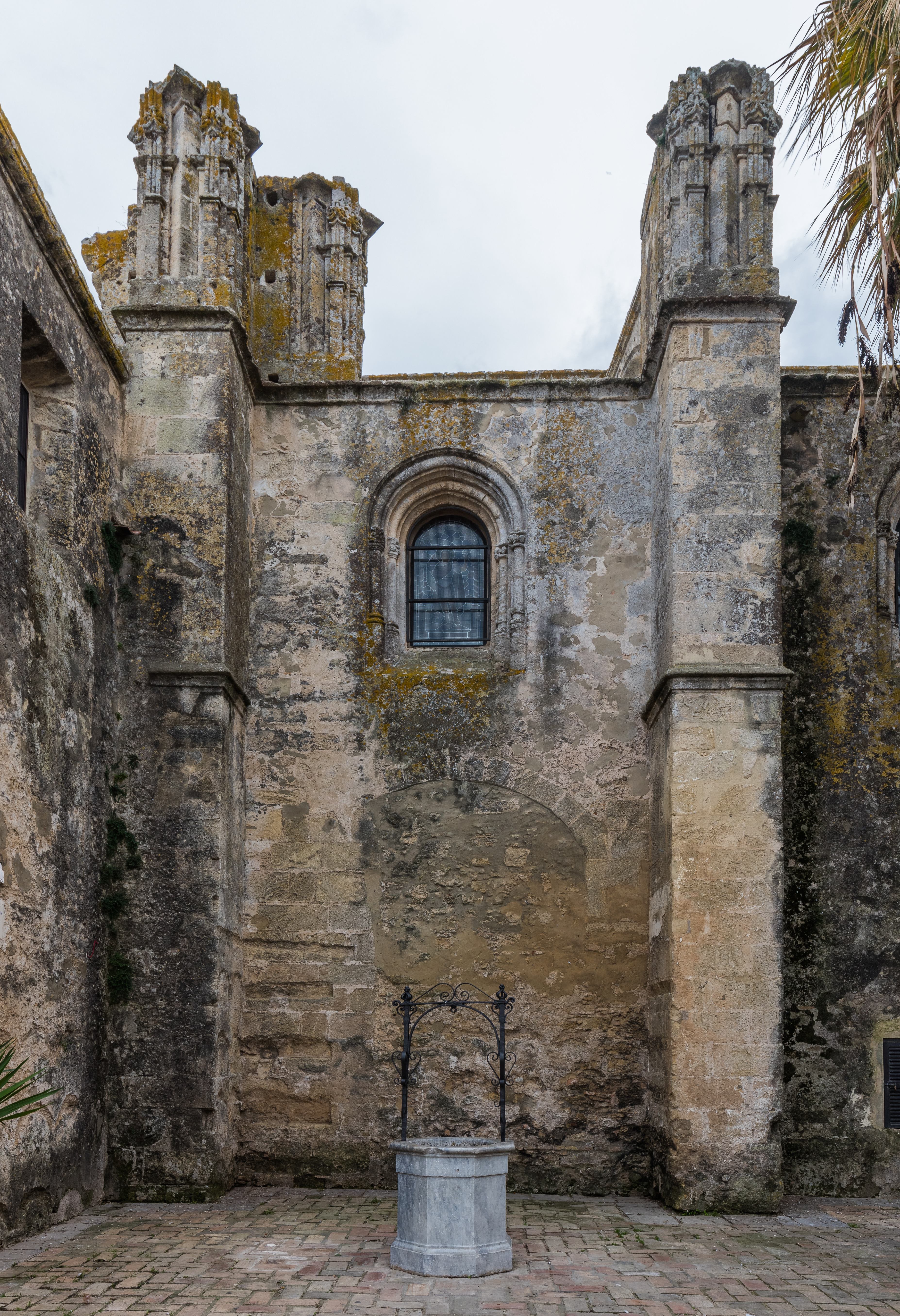
Pozo y vista exterior de la iglesia.

Contrasta esa zona con la parte tardogótica que se alza a occidente. Se compone de tres naves de diferentes alturas, articuladas en cuatro tramos cubiertos con bellas bóvedas que son de crucería en las laterales y estrelladas en la central, en cuyos paramentos se integran diferentes ventanales. 
La iglesia cuenta con algunas capillas adosadas a la mitad gótico-mudéjar. 
La fachada principal, situada a los pies, muestra la distinta altura de sus naves góticas y los arbotantes que equilibran los empujes de la nave central. Cuenta con una puerta adintelada bajo un arco ojival de factura reciente, y sobre el dintel un juego de cuatro arcos opuestos, rematado todo ello por un rosetón.
La fachada lateral del evangelio presenta contrafuertes en forma de pilastras adosadas, con una pequeña cornisa y terminado en aguja gótica desmochada.

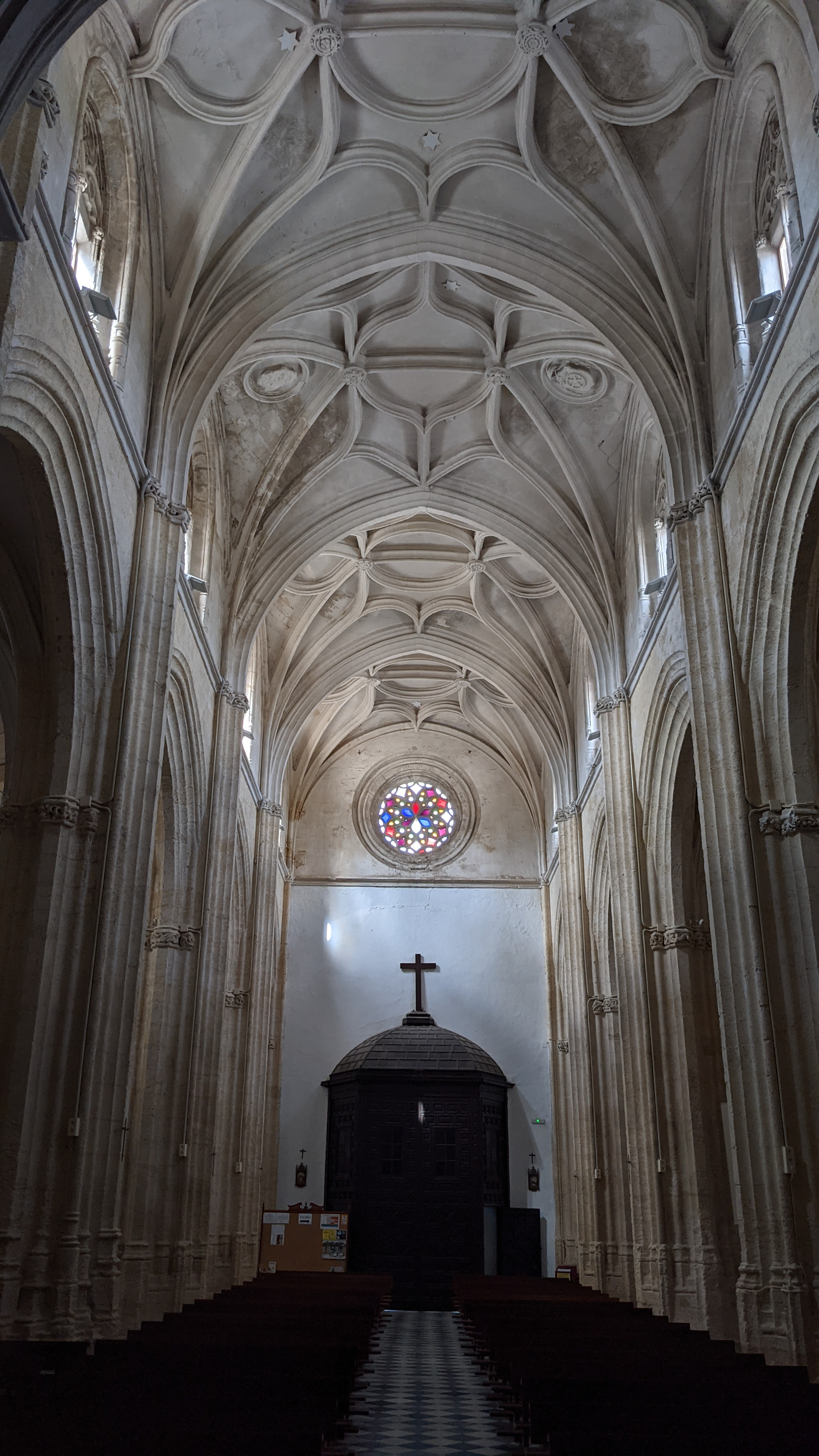
El Divino Salvador. Mitad occidental. Gótico tardío.

La torre, de planta cuadrada y con influencias estilísticas de distintas épocas constructivas, se supone que aprovecha la base de un antiguo alminar musulmán. Remata en un puntiagudo chapitel barroco revestido de azulejos, posterior al terremoro acaecido el 1 de noviembre de 1755, que presenta en sus cuatro caras la imagen del Salvador.